# All I Wanna Do (Sheryl Crow)
"All I Wanna Do" is een lied gezongen door de Amerikaanse zangeres en songwriter Sheryl Crow. Het nummer werd geschreven door Crow, David Baerwald, Bill Bottrell en Kevin Gilbert, met als basis het gedicht "Fun" uit 1987 van Wyn Cooper . Het was Crow's doorbraakhit van haar debuutalbum Tuesday Night Music Club uit 1993. Het nummer is Crow's grootste Amerikaanse hit, met een piek op nummer twee in de Billboard Hot 100 gedurende zes opeenvolgende weken van 8 oktober tot 12 november 1994. Het was de winnaar van de Grammy van 1995 voor Record of the Year en Best Female Pop Vocal Performance en was genomineerd voor Song of the Year. In Nederand bereikte de single de 15e plek in de Top 40 en nummer 10 in de Single Top 100.
Naast dit succes piekte "All I Wanna Do" een week lang op nummer één in Australië en vier weken in Canada. In Nieuw-Zeeland en het Verenigd Koninkrijk piekte het op nummer vier en in Europa bereikte het de top 10 verder in Oostenrijk, Vlaanderen, Frankrijk, Duitsland, Ierland. Crow zong het nummer op haar live-album Sheryl Crow and Friends: Live from Central Park.

## Videoclip
De begeleidende videoclip voor "All I Wanna Do" werd geregisseerd door David Hogan en Roman Coppola, met Martin Coppen als director of photography. Het toont Crow en haar band die het nummer op straat uitvoeren, met opmerkelijke personages die door de lucht vliegen. De video is opgenomen voor het Roxy Theatre op de hoek van Franklin Street en North 1st Street in Clarksville (Tennessee).

### Andere versies
De Amerikaanse zangeres Joanne Farrell bracht in 1995 een dansversie van het nummer uit. Het nummer bereikte nummer 40 in de Billboard Dance Club Play-hitlijst; het bereikte ook nummer 40 op de Official UK Singles Chart. In Nederland bereikte het de hitlijsten niet.

## NPO Radio 2 Top 2000
| Nummer met noteringen in de NPO Radio 2 Top 2000 | '99  | '00  | '01  | '02  | '03  |
| ------------------------------------------------ | ---- | ---- | ---- | ---- | ---- |
| All I Wanna Do                                   | 1475 | 1480 | 1486 | 1677 | 1739 |

1. ↑  Een vetgedrukt getal geeft de hoogste notering aan.
2. ↑  Deze tabel is bijgewerkt tot en met de laatste editie (2024).